# Chico (Guido Nolitta)
Chico é um personagem da Banda Desenhada (história em quadrinhos) italiana e companheiro inseparável de Zagor, criada por Guido Nolitta e idealizado graficamente pelo desenhista Gallieno Ferri.

### Breve História
Chico é o pseudo-nome de Dom Francisco Felipe Cayetano Lopez y Matinez y Gonzales, um nobre Hidalgo ("Cavalheiro") descendente dos Conquistadores espanhóis. Inseparável amigo de Zagor, com o qual compartilha as aventuras desde o primeiro número, é um mexicano preguiçoso e comilão, que faz as vezes de "apoio cômico" nas aventuras de Zagor. 
Os nomes e sobrenomes de Chico provavelmente nunca foram definidos com precisão (a versão acima é a que aparece mais freqüentemente). 
Chico é um personagem coadjuvante na série Zagor, mas que por sua importância e aceitação dos leitores, ganhou uma série especiais que leva seu nome, como por exemplo "Cico Story (A Origem de Chico") e "American Cico" (Chico na América ), entre muitos outros episódios.
No Brasil a Editora Record publicou vários títulos solo de Chico, e a Editora Mythos, no final de 2004, publicou um especial do barrigudo contendo duas aventuras.